# 小出裕之
小出 裕之（こいで ひろゆき、1983年〈昭和58年〉8月 - ）は、日本の薬学者（薬物送達学・高分子化学）。学位は博士（薬学）（静岡県立大学・2011年）。静岡県立大学薬学部准教授・大学院薬学研究院准教授。
独立行政法人日本学術振興会特別研究員、カリフォルニア大学アーバイン校博士研究員、静岡県立大学薬学部講師などを歴任した。

## 概要
薬物送達学や高分子化学を専攻する薬学者である。悪性新生物の治療に資する高分子ナノゲルの開発などに取り組んだ。日本学術振興会の特別研究員を経て、カリフォルニア大学アーバイン校で研究に従事し、静岡県立大学で教鞭を執った。

## 来歴

### 生い立ち
1983年（昭和58年）8月に生まれた。城西大学に進学し、薬学部の薬学科にて学んだ。2006年（平成18年）3月、城西大学を卒業し、学士（薬学）の学位を取得した。さらに静岡県立大学の大学院に進学し、薬学研究科にて学んだ。薬学研究科においては、奥直人が主宰する医薬生命化学教室に在籍した。2008年（平成20年）に博士前期課程を修了し、修士（薬学）の学位を取得した。2011年（平成23年）には博士後期課程を修了し、博士（薬学）の学位を取得した。

### 薬学者として
大学院生の時点で、日本学術振興会により2010年（平成22年）4月より特別研究員に選任されている。大学院修了後はアメリカ合衆国に渡り、カリフォルニア大学アーバイン校にて2011年（平成23年）4月より博士研究員を務めており、化学科に所属した。カリフォルニア大学ではケネス・J・シェイの下で研究に従事した。2013年（平成25年）4月には、日本学術振興会により海外特別研究員に選任されている。
2014年（平成26年）に日本に帰国した。母校である静岡県立大学に採用され、2014年（平成26年）1月に薬学部の助教として着任した。薬学部においては医薬生命化学教室に所属した。2018年（平成30年）10月には薬学部の講師に昇任した。2022年（令和4年）10月には薬学部の准教授に昇任した。薬学部においては薬学科の講義を担当し、医薬生命化学分野を受け持った。また、静岡県立大学の大学院においては、薬学研究院の准教授を兼務した。なお、静岡県立大学の大学院の一部には研究院・学府制が導入されていることから、薬食生命科学総合学府の講義を担当し、医薬生命化学講座を受け持った。

## 研究
専門は薬学であり、特に薬物送達学や高分子化学といった分野について研究していた。具体的には、悪性新生物の治療に際して役立つ高分子ナノゲルの開発に取り組んだ。また、ドラッグデリバリーシステムを用いた腫瘍に対する薬剤の開発に取り組んだ。2016年（平成28年）、および、2017年（平成29年）に日本生化学会の中部支部より奨励賞が授与された。2018年（平成30年）には日本DDS学会より奨励賞が授与された。また「VEGFに結合するポリマーナノ粒子の合成とがん治療への応用」の業績により、バイオ・高分子シンポジウムにて若手講演賞を授与された。また、「機能性ナノ粒子を用いた難治性疾患治療法の開発」の業績により、2020年（令和2年）3月25日に日本薬学会より奨励賞が授与されている。なお、同年には日本薬学会東海支部奨励賞も受賞している。2023年（令和5年）4月には「革新的な標的分子吸着モダリティ開発による疾患治療研究」が評価され、科学技術分野の文部科学大臣表彰若手科学者賞が授与されている。
学術団体としては、日本薬学会、日本薬剤学会、日本DDS学会、日本生化学会、高分子学会、などに所属していた。

## 略歴
- 1983年 - 誕生[5]。
- 2006年 - 城西大学薬学部卒業[4][6]。
- 2008年 - 静岡県立大学大学院薬学研究科博士前期課程修了[4]。
- 2010年 - 日本学術振興会特別研究員[3]。
- 2011年 - 静岡県立大学大学院薬学研究科博士後期課程修了[4]。
- 2011年 - カリフォルニア大学アーバイン校博士研究員[3]。
- 2013年 - 日本学術振興会海外特別研究員[3]。
- 2014年 - 静岡県立大学薬学部助教[3][4]。
- 2018年 - 静岡県立大学薬学部講師[3][4]。
- 2022年 - 静岡県立大学薬学部准教授[3]。

## 賞歴
- 2016年 - 日本生化学会中部支部奨励賞[7]。
- 2017年 - 日本生化学会中部支部奨励賞[7]。
- 2018年 - 日本DDS学会奨励賞[7]。
- 2018年 - バイオ・高分子シンポジウム若手講演賞[7][8]。
- 2020年 - 日本薬学会奨励賞[9]。
- 2020年 - 日本薬学会東海支部奨励賞[7]。
- 2023年 - 科学技術分野の文部科学大臣表彰若手科学者賞[10]。

## 関連人物
- 浅井知浩
- 奥直人
- 米澤正